# Le premier jour de bonheur (kadrilj)
Le premier jour de bonheur, op. 327, är en kadrilj av Johann Strauss den yngre. Den spelades första gången den 3 september 1868 i Blumensäle på Österrikiska Trädgårdssällskapet i Wien.

## Historia
Alltsedan Straussorkesterns tidigaste dagar hade Daniel Aubers musik haft en stående plats på repertoaren. Johann Strauss den äldres konsertturnéer i Europa saknade sällan en ouvertyr av Auber. Den stumma från Portici (1828) och Le Serment, ou Les Faux-monnayeurs (1832) visade sig särskilt populära, där den förre också stod på programmet då Johann Strauss den yngre gjorde sin debutkonsert i oktober 1844 (se Sinngedichte op. 1). Med tanke på Aubers särdeles melodirika scenverk är det inte förvånande att familjen Strauss valde att inkludera musik från inte mindre än sju av dem i sina danskompositioner.
Aubers opera Le Premier Jour de bonheur (hans näst sista) hade premiär den 15 februari 1868 på Opéra-Comique i Paris. Hans verk hade alltid gjort succé i Wien men just denna opera fick sin premiär först den 7 november 1874 då med titeln Der erste Glückstag. Som kontrast gjorde Straussorkestern en stor insats i Wiens kulturliv då Johann Strauss komponerade en kadrilj över valda delar från Aubers opera, mer än sex år innan operan sattes upp i Wien. Kadriljen hade premiär den 3 september 1868 då Strauss själv dirigerade sin orkester i Österrikiska Trädgårdssällskapets blomsterprydda salong. 

## Om kadriljen
Speltiden är ca 5 minuter och 9 sekunder plus minus några sekunder beroende på dirigentens musikaliska tolkning.

## Weblänkar
- Le premier jour de bonheur i Naxos-utgåvan.